# 《香菜里屋》シリーズ
『《香菜里屋》シリーズ』（かなりやシリーズ）は、北森鴻による日本の推理小説のシリーズ。

## 概要
三軒茶屋の路地裏にあるビアバー《香菜里屋》のマスター・工藤が、客が持ちかける相談事や謎を、解き明かす（または推理する）、一種の安楽椅子探偵ものである。工藤の推測に過ぎないため、その推理が正解かどうかは明確には語られないが、作中にて相談を持ちかけた人々は大抵満足している。
作中に登場する数々の料理もこのシリーズの人気の理由の一つで、作者である北森自身は調理師免許を所持しているという。
全4作で、第1作目『花の下にて春死なむ』は第52回日本推理作家協会賞短編及び連作短編集部門を受賞した。
2作目、3作目で匂わせるに留まった主人公・工藤の過去や、《香菜里屋》の名前の由来などが、4作目『香菜里屋を知っていますか』にて明かされる。

## 登場人物

### 主人公
工藤 哲也（くどう てつや）
三軒茶屋の路地裏のビアバー《香菜里屋》のマスター。年齢不詳。ヨークシャーテリアが刺繍されたワインレッドのエプロンをしている。ヨークシャーテリアが間違って人間になってしまったような風貌で、小首をかしげた様子がよく似ている。
ちょっとした発言から客の出身地を当てる、1度しか訪れたことのない客のことを覚えている、10年以上前の事件と客の関係などを当ててしまうなど、鋭い推理力と記憶力の持ち主。
工藤が自分でビールを飲む時は、話の聞き役に徹するというサインである。また、「今日は少し変わった食べ方を……」「○○（食材）が手に入ったのですが……」などと言って調理されるものに決して外れはなく、必ず客の舌を満足させる。

### 常連客
飯島 七緒（いいじま ななお）
フリーライター。初登場時29歳。最多登場。
ライターとしての守備範囲は生活記事一般。自由律句の同人結社「紫雲律」に所属している。
北 君彦（きた きみひこ）
渋谷のセンター街で占い師をしている。通称・ペイさん。やや小太りの体型。「人生設計は堅実に」がモットー。
東山 朋生（ひがしやま ともお）
北とよく連んでいる。石坂修の叔父。兄（修の父親）が転勤族だったため、小さい頃一時期預かっていた。
長峰（ながみね）
医師。「紫雲律」の幹事。
木村（きむら）
世田谷署の警察官。
笹口 ひずる（ささぐち ひずる）
派遣プログラマー。七緒と仲が良い。
百瀬 健次（ももせ けんじ）
警察官。ひずるの幼なじみ。
石坂 修（いしざか おさむ） / 美野里（みのり）
夫婦。かつて同じ会社に勤めていた。出会った時、工藤も偶然居合わせた。東山は修の叔父である。
有坂 祐二（ありさか ゆうじ）
1年に1度だけ島原から上京し、東京滞在中は必ず《香菜里屋》を訪れる。
浅海 重蔵（あさみ じゅうぞう）
浅海石材店の主人。元世田谷署捜査一課の警察官。父親が急死し跡を継いだ。

### その他
香月 圭吾（かづき けいご）
《香菜里屋》から歩いて15分ほどのところ、池尻大橋で《プロフェッショナル・バー香月》というバーを営む体格のいい男。工藤とは横浜にあった店で共に修業した仲で、15年以上の友人。店は茶室を思わせる和風テイストをしており、醸し出す雰囲気がどことなく《香菜里屋》と似ている。

## ビアバー・香菜里屋
新玉川線（東急田園都市線）・三軒茶屋駅前の商店街のアーケードをくぐって、通りから1本外れた細い路地の奥、袋小路の手前の左側にある。
白い縦長の提灯に、「香菜里屋」と伸びやかな字が書かれている。扉は焼き杉造り。中は、10人程が座れるL字型のカウンターと2人用の小卓が二脚のみ。
度数の異なる4種類のビールがあり、マスターによる創作季節料理は、『ビアバーにしておくにはもったいない』と言われるほど絶品である。最も度数の高い12度のビールはロックスタイルで供される。最も低いもので3度、他に5度のラガーなど。工藤はビールの飲み方について、「グラスに注がれたら最後、寸暇を惜しんでグラスを空にする努力が必要である」と述べている。その他、数種類のワールドビール、焼酎などが備えられている。まれに、工藤がシェイカーを振り、カクテルを作ったり、香月からその他の様々な酒を提供してもらうこともある。

## シリーズ一覧
作品はいずれも講談社（後に講談社文庫）から刊行されている。
- 花の下にて春死なむ（はなのもとにてはるしなむ）
  - 単行本：1998年11月15日発行、ISBN 978-4-06-209402-3
  - 文庫本：2001年12月15日発行、ISBN 978-4-06-273327-4、解説 郷原宏
  - 収録作
    - 花の下にて春死なむ
    - 家族写真
    - 終の棲み家
    - 殺人者の赤い手
    - 七皿は多すぎる
    - 魚の交わり
- 桜宵（さくらよい）
  - 単行本：2003年4月15日発行、ISBN 978-4-06-211785-2
  - 文庫本：2006年4月15日発行、ISBN 978-4-06-275369-2、解説 小梛治宣
  - 収録作品
    - 十五周年
    - 桜宵
    - 犬のお告げ
    - 旅人の真実
    - 約束
- 螢坂（ほたるざか）
  - 単行本：2004年9月21日発行、ISBN 978-4-06-212579-6
  - 文庫本：2007年9月14日発行、ISBN 978-4-06-275831-4、解説 村上貴史
  - 収録作品
    - 螢坂
    - 猫に恩返し
    - 雪待人
    - 双貌
    - 孤拳
- 香菜里屋を知っていますか（かなりやをしっていますか）
  - 単行本：2007年11月22日発行、ISBN 978-4-06-214291-5
  - 文庫本：2011年04月15日発行、ISBN 978-4-06-276834-4
  - 収録作品
    - ラストマティーニ
    - プレジール
    - 背表紙の友
    - 終幕の風景
    - 香菜里屋を知っていますか